# Aquita tactilis
Aquita tactilis är en fjärilsart som beskrevs av Kirby 1892. Aquita tactilis ingår i släktet Aquita och familjen trågspinnare. Inga underarter finns listade i Catalogue of Life.